# ایزابلا دونبروفسکا
ایزابلا دونبروفسکا (لهستانی: Izabela Dąbrowska؛ زادهٔ ۲۲ اوت ۱۹۶۶) بازیگر اهل لهستان است.
از فیلم‌ها یا مجموعه‌های تلویزیونی که وی در آن‌ها نقش داشته‌است، می‌توان به همه چیز درست خواهد شد، بدون پنهان‌کاری، یک‌راست به دل، گوش آقای رئیس، ناقوس جنگ، شمش‌سازان، خانه کشیش، ایدا، پدر متیو، در خیابان سپولنی، در خوشی و سختی، طایفه، در اعماق جنگل، هیچ‌کس امشب در جنگل نمی‌خوابد، خدایان، پس‌تصویر و من یک قاتلم اشاره نمود.